# Neuf lyriques grecs

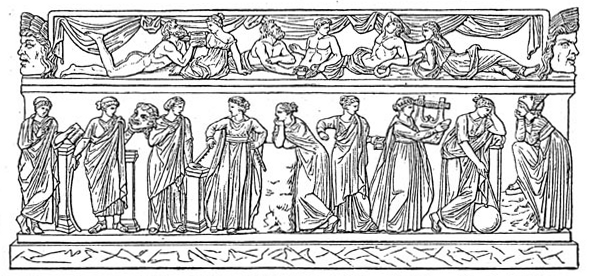
Les neuf muses : Clio, Thalie, Erato, Euterpe, Polyhymnie, Calliope, Terpsichore, Uranie, Melpomène.

Les neuf poètes lyriques, ou les neuf lyriques grecs, étaient un groupe canonique de poètes grecs anciens considérés par les savants d'Alexandrie lors de la période hellénistique comme les plus dignes d'une étude critique. Dans l'Anthologie palatine, il est dit qu'ils ont établi le chant lyrique.

## Liste canonique
Les voici listés, par ordre alphabétique :
- Alcée de Mytilène (paroles monodiques, c. 600 av. J.-C.)
- Alcman de Sparte (paroles chorales, VIIe siècle av. J.-C.)
- Anacréon de Téos (paroles monodiques, VIe siècle av. J.-C.)
- Bacchylides de Kéos (paroles chorales, Ve siècle av. J.-C.)
- Ibycos de Rhêgion (paroles chorales, VIe siècle av. J.-C.)
- Pindare de Thèbes (paroles chorales, Ve siècle av. J.-C.)
- Sappho de Lesbos (paroles monodiques, c. 600 av. J.-C.)
- Simonides de Kéos (paroles chorales, VIe siècle av. J.-C.)
- Stésichore de Metauros (lyrique chorale, VIIe siècle av. J.-C.)

## Remarques sur le lyrisme
Dans la plupart des sources grecques, le mot melikos (de melos, « chanson ») est utilisé pour désigner ces poètes, mais la variante lyrikos (de lyra, « lyre ») est devenue la forme régulière à la fois en latin (comme lyricus) et dans les langues modernes. Les anciens érudits ont défini le genre sur la base de l'accompagnement musical et non du contenu. Ainsi, certains types de poésie qui seraient inclus sous le label « poésie lyrique », dans la critique moderne sont exclus – à savoir l'élégie et la poésie iambique, qui étaient exécutées avec des flûtes.
Les neuf poètes lyriques sont traditionnellement divisés entre ceux qui composaient principalement des versets choraux et ceux qui composaient des vers monodiques. Cette division est contestée par certains érudits modernes.

## Canon alternatif
Antipater de Thessalonique propose un canon alternatif de neuf femmes poètes.